# Archirhodomyrtus vieillardii
Archirhodomyrtus vieillardii är en myrtenväxtart som först beskrevs av Adolphe-Théodore Brongniart och Jean Antoine Arthur Gris, och fick sitt nu gällande namn av Karl Ewald Maximilian Burret. Archirhodomyrtus vieillardii ingår i släktet Archirhodomyrtus och familjen myrtenväxter.
Artens utbredningsområde är Nya Kaledonien. Inga underarter finns listade i Catalogue of Life.